# Lo Man-kam
Lo Man-kam (chinesisch 盧文錦 / 卢文锦, Pinyin Lú Wénjǐn, Jyutping Lou4 Man4gam2, * 25. Mai 1933 in Hongkong) ist ein chinesischer Wing-Chun-Kämpfer und Lehrer. Er ist der Neffe des verstorbenen Großmeisters Yip Man.
Ursprünglich sind die familiären Wurzeln und Ahnen Lo Man-kams aus Foshan. Die Familie waren kaiserliche Beamten zur Zeit der Qing. Dort sammelte er erste Erfahrungen mit verschiedenen Kampfkünsten und lernte auch von seinem Onkel Yip Man, mit dem er auf einem Hof zusammenlebte. Später, nach dem Ende des Zweiten Weltkriegs, ging er nach Hongkong, wo er weitere Jahre bei seinem Onkel trainierte. 1956 ging er, von seinem Onkel ermutigt, nach Taiwan. Er repräsentierte dort das junge Volk Hongkongs und erhielt private Ratschläge von Präsident Chiang Kai-shek. Später kehrte er nach Hongkong zurück, ging aber auf Anraten seines Onkels 1960 wieder nach Taiwan und besuchte dort die Shihpai-Militärakademie. 
1975 eröffnete er nach Absprache mit seinem Cousin Ip Chun (auch Yip Chun)  eine Wing-Chun-Schule in Taipeh. Zur Zeit der Eröffnung war Lo Man-kam der einzige Wing-Chun-Trainer in Taiwan. Dort unterrichtete er die SWAT-Teams als Nahkampfausbilder seit mehreren Jahren im waffenlosen Kampf. Im Auftrag der Regierung Taiwans ist er aktuell immer noch der zuständige Trainer im Ausbildungszentrum in Taipeh. Aufgrund seiner Leistung beim Aufbau und Bekanntmachung des Wing Chuns in Taiwan, wird Lo Man-kam respektvoll auch als Vater des Wing Chuns in Taiwan  genannt.
Erst die Aufnahme in den inneren Kreis der Kung-Fu-Familie durch eine traditionelle Teezeremonie zur Initialisierung des Meister-Schüler-Verhältnissis, das sogenannte Bai Si Lai („Zeremonie zur Aufnahme des Meister-Schüler-Verhältnisses“) , werden langjährigen Schüler von „Meister Lo“ (盧師傅)  zur „Schüler des inneren Kreis“ (englisch closed door disciple) . Damit folgt er weiterhin der chinesischen Tradition, die durch diese Zeremonie die enge Bindung zwischen dem Meister – „Sifu“  und dem Schüler bzw. Lehrling – „Toudai“  aufzeigt. „Schüler des inneren Kreises“ lernen das Kung-Fu-System bis zum Ende und sind vom „Sifu“ (deutsch Meister) aus berechtigt, bzw. in der Lage, das System auf traditionelle Art weiterzugeben.
In seiner Schule werden heute Schüler aus der ganzen Welt das unveränderte ursprüngliches Wing Chun nach Yip Man unterrichtet. In kleinen Workshops, beispielsweise einer Universität, gibt Lo Man-kam sein Wissen zum Wingchun-Kungfu weiter. Auch wurde er mehrfach ins Ausland eingeladen, um sein Wissen zum Wingchun weiterzugeben. Der Sohn von Lo Man-kam, Gordon Lu (盧國靜) , unterrichtet bereits über zehn Jahren in Virginia Beach an der US-amerikanischen Ostküste Wing Chun. Lo Man-kam besucht seine Vereine (englisch “Associations”) in den verschiedenen Nationen, darunter seit 1996 auch die heutige „Lo Man Kam Wing Chun Association Germany“, so oft er Gelegenheit dazu hat. Bei seinen Aufenthalten gibt er Unterricht für die Schulleiter und trainiert auch die Gruppen in den einzelnen Schulen persönlich. Ebenso werden zusammen mit den deutschen Schulleitern verbandsoffene Seminare durchgeführt, die von jedem an Wing Chun Interessierten besucht werden können.
In Zusammenarbeit mit Los Schüler Marc Debus erschienen im Laufe der letzten Jahre verschiedene Bücher zum „Wing-Chun-System nach Lo Man-kam“.

In der Schweiz bekannt wurde Lo Man Kam Wing Chun durch Christian Hauser, Philipp Müggler und Johnny Eisenreich. Sie gründeten 2013 die Swiss Lo Man Kam Wing Chun Association.

## Bilder

Emblem der Lo Man Kam Wing Chun Schule
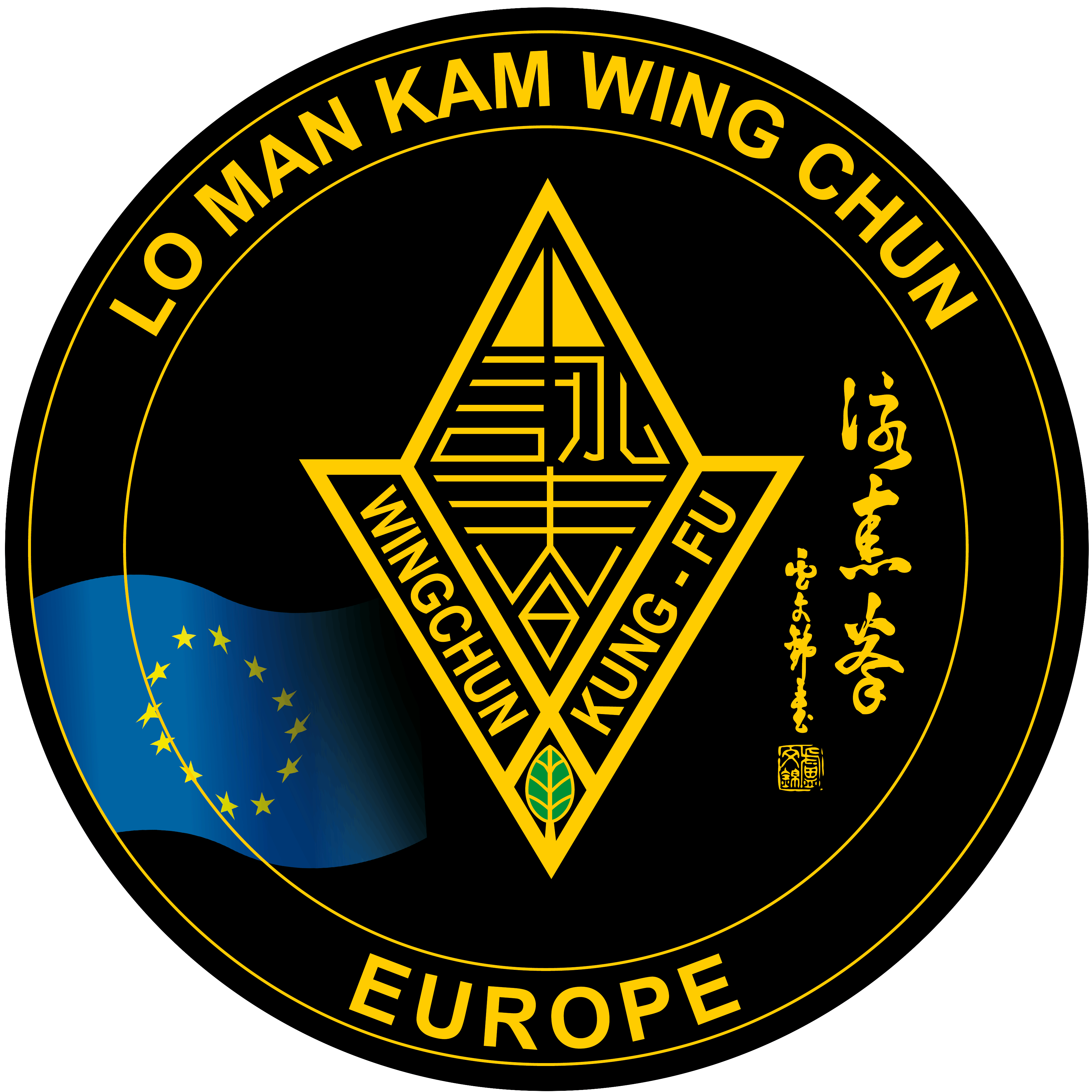
Lo Man Kam Wing Chun Association Europe
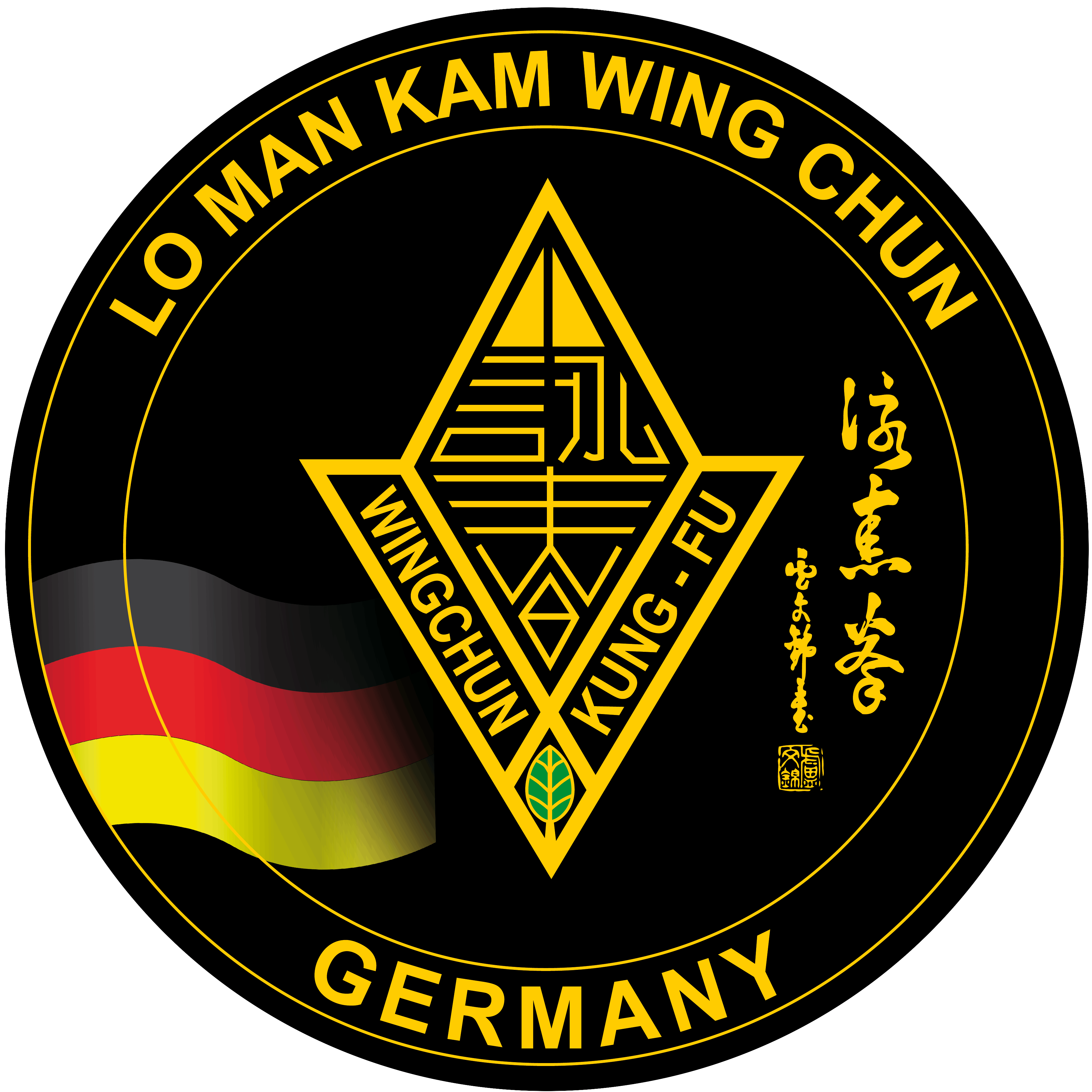
Lo Man Kam Wing Chun Association Germany
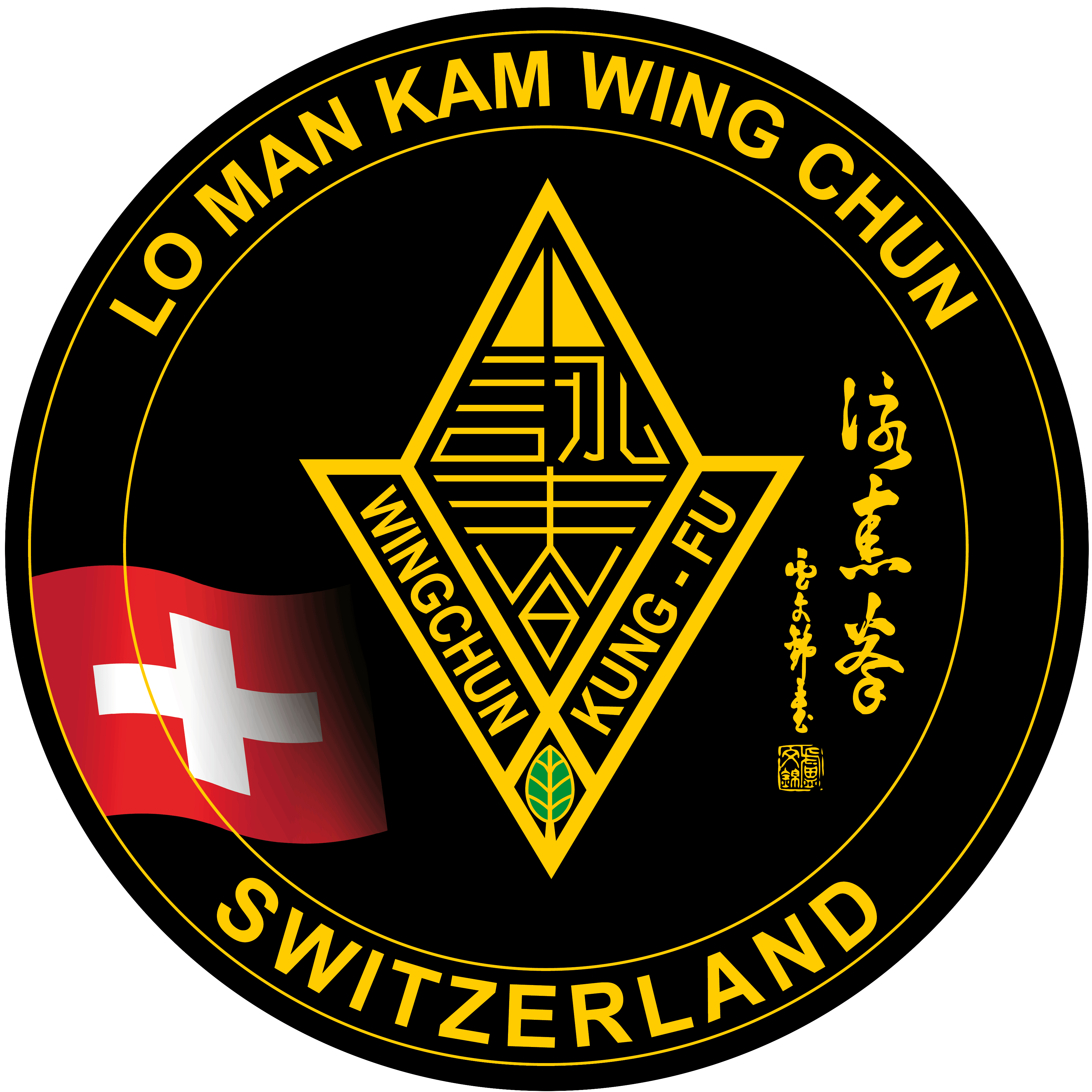
Lo Man Kam Wing Chun Association Switzerland
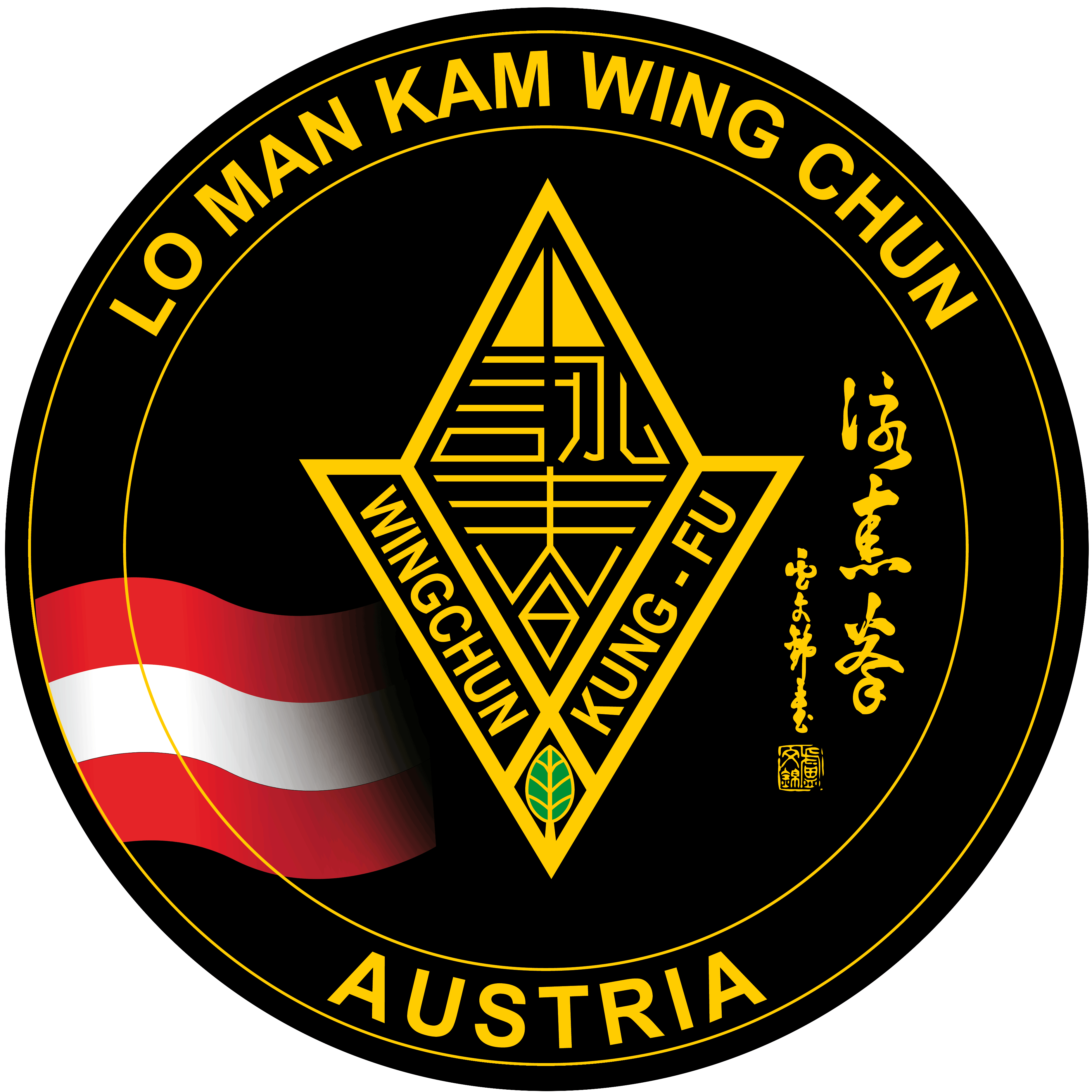
Lo Man Kam Wing Chun Association Austria
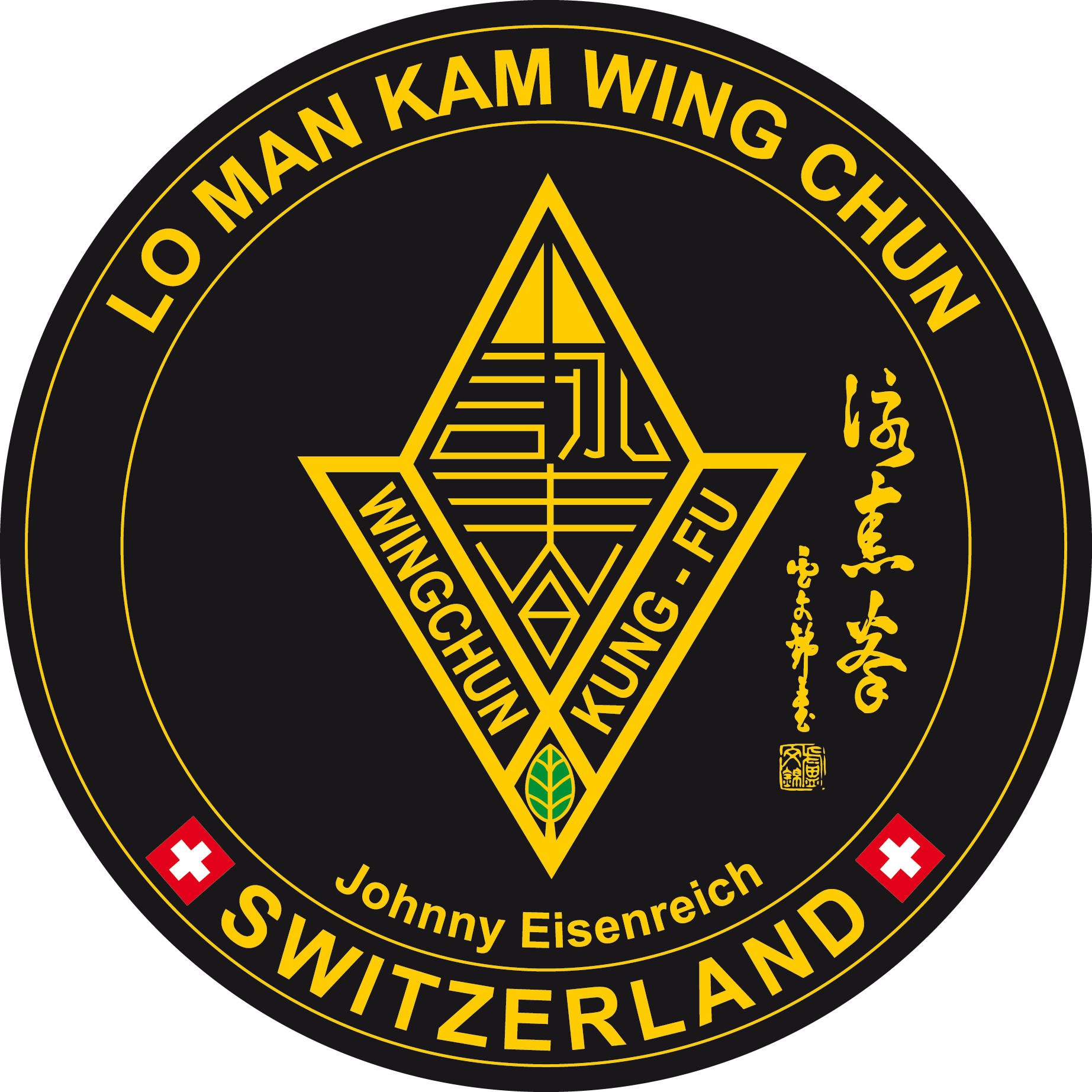
Lo Man Kam Wing Chun Schule Johnny Eisenreich